# Judo under sommer-OL 2016 – +78 kg (damer)
Kvindernes +78 kg konkurrence i judo under sommer-OL 2016 blev holdt på Carioca Arena 2 den 12. august 2016.